# Shelly Glover
Shelly Glover, née le 2 janvier 1967 à Saskatoon en Saskatchewan, est une femme politique canadienne. Elle a été députée de la circonscription de Saint-Boniface au Manitoba sous les couleurs du Parti conservateur du Canada de 2008 à 2015, ainsi que ministre du Patrimoine canadien de 2013 à 2015. Elle ne s'est pas représentée aux élections générales de 2015.

## Biographie
Shelly Glover a gagné les élections générales de 2008 en battant le député libéral sortant Raymond Simard par un peu plus de 11 % des voix. Elle était policière à la ville de Winnipeg et est présentement en absence prolongée du fait de son élection. À ce titre, elle intervient régulièrement sur les sujets portant sur la loi et l'ordre. Shelly Glover était favorable à l'abolition du registre canadien des armes à feu, chose faite le 5 avril 2013.
Depuis le 7 novembre 2008, elle est secrétaire parlementaire aux langues officielles, en plus d'être membre du comité permanent des langues officielles. Le 27 mai 2009, elle a voté contre le projet de loi C-232 d'un vice-président de ce comité, Yvon Godin, qui visait à faire du bilinguisme un critère de sélection à la Cour suprême du Canada. Le gouvernement considéra que l'exigence « nuirait à la représentation régionale à la cour » et qu'« il n'est pas nécessaire de prendre le risque d'écarter le principe du mérite par égard pour le bilinguisme. » Il souleva aussi que les communications à la Cour suprême sont bilingues en tout temps.
Le bureau de Shelly Glover a admis en juillet 2014 avoir supprimé des informations « incorrectes et mal sourcées » sur l'article de la ministre dans l'édition anglaise de Wikipédia. Le retrait portait sur une controverse entourant les dépenses de campagne de Shelly Glover. Cet incident s'inscrit dans une action qui semble concertée au sein du caucus conservateur.